# Empress of China (1783)
El Empress of China fue un buque estadounidense de 360 toneladas, recordado por ser el primero que, con ese pabellón, navegó de los recién independizados Estados Unidos a la China manchú, abriendo así el comercio entre la nación norteamericana y el gigante asiático.

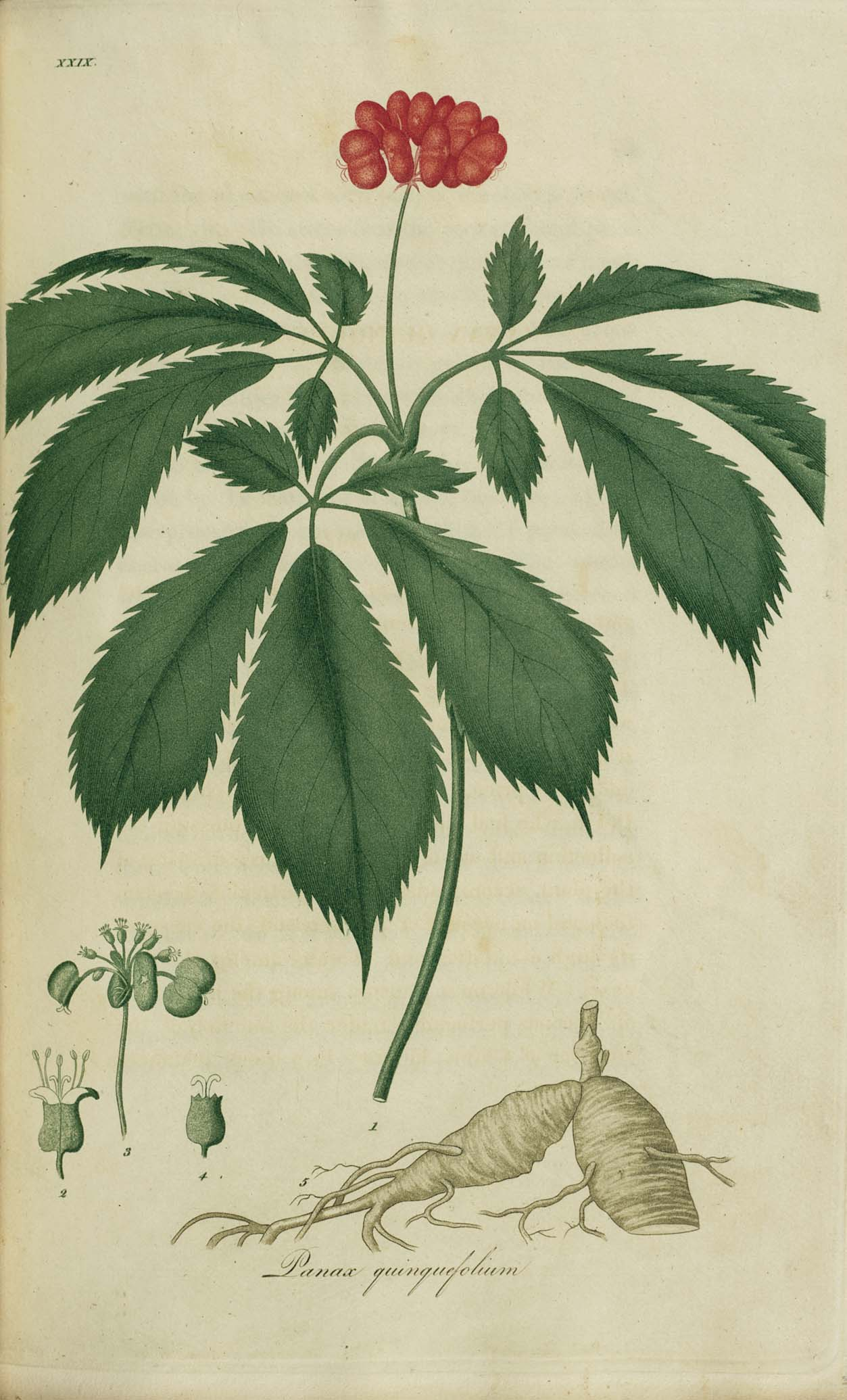
El ginseng americano, al que se atribuían abundantes virtudes medicinales, era enormemente apreciado en China.

Tras la firma del tratado de paz que concluía la guerra de Independencia de Estados Unidos y no encontrándose vinculados ya los navíos de EE. UU. al monopolio de la East India Company en China, un grupo de comerciantes de Nueva York, junto con Robert Morris de Filadelfia y otros de Boston aunaron sus esfuerzos para invertir en el viaje, y el 22 de febrero de 1784 el Empress of China, levó anclas del puerto de Nueva York rumbo a Cantón. El capitán del buque, John Green, antiguo oficial naval militar, llevaba como sobrecargo al comandante Samuel Shaw, quien dos años más tarde se convertiría en el primer cónsul (no oficial) estadounidense en Cantón. Tras navegar el Atlántico Sur, doblando el Cabo de Buena Esperanza, y cruzar el Océano Índico, pasando el Estrecho de Sonda, arribó a Cantón el 30 de agosto. Tras una inicial confusión de los chinos con la nacionalidad de los recién llegados, a los que no distinguían de los británicos, que fue resuelta por Shaw mostrándoles un mapa de América del Norte, y la extensión geográfica de los EE. UU. en ese momento, los chinos bautizaron a los estadounidenses como el pueblo nuevo.
La carga del buque consistía en 440 piculs (unas treinta toneladas) de ginseng americano procedentes en su mayor parte de los bosques de Virginia y Pensilvania, que fueron vendidas sin dificultad durante los cuatro meses de estancia en Cantón. La carga de vuelta incluía té negro y verde, tela de Nankín, porcelana, seda y cinamomo; el viaje fue tan exitoso que Shaw compró más carga de la que podía ser transportada en el Empress of China, por lo que Thomas Randall, sobrecargo asistente, permaneció en Cantón, y equipó un segundo navío (el Pallas), que cargó un flete adicional de té. El viaje de retorno del Empress of China, vía Cabo de Buena Esperanza, tuvo lugar desde el 28 de diciembre de 1784 hasta el 11 de mayo de 1785, cuando se echó el ancla en el East River neoyorkino.